# Nick Rasmussen
Nick Rasmussen (født 26. september 1968) er en dansk håndboldtræner, der siden sommeren 2021 har trænet ligaklubben Skanderborg Aarhus Håndbold i Herrehåndboldligaen. Han har tidligere selv været ligaspiller for Fredericia HK igennem flere sæsoner i 80'erne og 90'erne.
Han blev i 2021/22-sæsonen, kåret til årets træner i Herrehåndboldligaen.
Rasmusse var tidligere cheftræner for Skanderborg Håndbold i fire sæsoner, inden klubben fusionerede sig med Aarhus Håndbold i 2021. Her førte han holdet frem til kvalifikation ved EHF European League, i den første sæson. Førhen var han også træner for Fredericia HK og Vejle Håndbold i 1. division samt Ribe-Esbjerg HH, med hvem han sikrede oprykning til Herrehåndboldligaen i 2012. Rasmussen formåede også at fører Skanderborg Håndbold til klubbens første pokalfinale i 2019.
Udover sin trænerkarriere i dansk tophåndbold, står han også noteret for én enkelt landskamp den 25. oktober 1992 mod Holland i Považská Bystrica.

## Privat
Han er desuden far til Thea Hamann Rasmussen, der spiller for Silkeborg-Voel KFUM. Han arbejder, ved siden af håndbolden, som pædagog.